# The Red Detachment of Women
The Red Detachment of Women (紅色孃子軍T, 红色娘子军S, HóngsèniángzijūnP) è un film del 1961 diretto da Xie Jin. Il film fu presentato al pubblico occidentale nell'ambito della Mostra del cinema di Venezia, in una serata speciale il 3 settembtre 1971.

## Trama
1930, guerra civile cinese. Wu Qionghua, figlia di un povero contadino, è la cameriera di Nan ba tian, un signore della guerra di un villaggio in isola di Hainan. Abusata dal suo padrone, Qionghua rifiuta di diventare la sua schiava, scappa nel bosco e viene salvata da Hong Changqing, leader del Distaccamento femminile rosso, una truppa di donne soldato. Accolta con entusiasmo da donne e contadini, si unisce alla truppa e si offre di condurre una spedizione punitiva contro il suo ex-padrone. La sua impulsività rischia di compromettere il progetto, ma Hong riesce a irrompere nella casa di Nan ba tian, lo mette in fuga e ne distribuisce il grano al popolo esultante. Hong Changqing muore, ma la sua truppa libera il villaggio e Wu ne diventa leader. Conquistati dalla loro nuova guida i contadini, insieme alle masse venute festosamente a ingrossare le file dell'esercito rosso, ritornano al villaggio di Qionghua e lo liberano dal signore della guerra che verrà giustiziato.

## Produzione
Necessariamente didascalico nella trama e nel disegno dei caratteri in quanto si tratta di un film di propaganda, The Red Detachment of Women è tratto da un balletto della Compagnia Nazionale, che negli anni della Rivoluzione culturale era stato messo frequentemente in scena da Jiang Qing (moglie di Mao Zedong e dirigente del Partito Comunista Cinese) facendolo diventare uno dei capisaldi del repertorio teatrale post-rivoluzione. Con pochi movimenti di macchina e qualche primo piano sulle espressioni dei volti, ha realizzato un efficace connubio tra danza classica e teatro popolare realista.